# Franco Paredes
Franco Ezequiel Paredes (San Justo, Buenos Aires, Argentina; 18 de marzo de 1999) es un futbolista argentino. Juega de defensor en Independiente de la Primera División de Argentina. 

## Trayectoria

### River Plate
Debutó en el Club Atlético River Plate el 4 de marzo de 2020, en un partido frente a la Liga de Quito por la primera fecha de la Copa Libertadores. Sería derrota 3 a 0 para el millonario en Quito. El 22 de agosto de 2020 fue cedido a Defensa y Justicia. El préstamo terminaría el 31 de diciembre de 2021 y volvería a River Plate.

### Defensa y Justicia
El 22 de agosto de 2020 fue cedido a Defensa y Justicia por 18 meses. El 13 de diciembre del 2021 sufrió una rotura de ligamentos cruzados de la rodilla derecha, dicha lesión lo dejó 7 meses recuperándose en River Plate.

### Racing Club de Montevideo
Después de estar más de un año sin disputar un partido, el 6 de enero de 2023 fue cedido a Racing de Montevideo por 12 meses. En el club uruguayo jugó apenas 6 partidos.

### Sarmiento de Junín
Luego de rescindir el préstamo en Racing de Montevideo, el 11 de agosto de 2023 fue cedido por 18 meses a Sarmiento de Junín.

### Independiente
El 20 de enero de 2025 se confirmó su traspaso a Independiente a cambio de 500.000 dólares por el 50% del pase.

## Estadísticas
Actualizado hasta el 4 de mayo de 2025.
| River Plate Argentina | 1.ª                 |                     |              |              |              |              |              |              |    |   |
| River Plate Argentina | 1.ª                 | 2019-20             | Inexistentes | Inexistentes | Inexistentes | Inexistentes | 1            | 0            | 1  | 0 |
| River Plate Argentina | Total club          | Total club          | 0            | 0            | 0            | 0            | 1            | 0            | 1  | 0 |
| Defensa y Justicia Argentina | 1.ª                 |                     |              |              |              |              |              |              |    |   |
| Defensa y Justicia Argentina | 1.ª                 | 2020                | Inexistentes | Inexistentes | 2            | 0            | 7            | 0            | 9  | 0 |
| Defensa y Justicia Argentina | 1.ª                 | 2021                | 11           | 2            | 11           | 1            | 3            | 0            | 25 | 3 |
| Defensa y Justicia Argentina | Total club          | Total club          | 11           | 2            | 13           | 1            | 10           | 0            | 34 | 3 |
| Racing Club · Uruguay | 1.ª                 |                     |              |              |              |              |              |              |    |   |
| Racing Club · Uruguay | 1.ª                 | 2023                | 6            | 0            | Inexistentes | Inexistentes | Inexistentes | Inexistentes | 6  | 0 |
| Racing Club · Uruguay | Total club          | Total club          | 6            | 0            | 0            | 0            | 0            | 0            | 6  | 0 |
| Sarmiento (J) Argentina | 1.ª                 |                     |              |              |              |              |              |              |    |   |
| Sarmiento (J) Argentina | 1.ª                 | 2023                | Inexistentes | Inexistentes | 14           | 1            | Inexistentes | Inexistentes | 14 | 1 |
| Sarmiento (J) Argentina | 1.ª                 | 2024                | 22           | 1            | 8            | 1            | Inexistentes | Inexistentes | 30 | 2 |
| Sarmiento (J) Argentina | Total club          | Total club          | 22           | 1            | 22           | 2            | 0            | 0            | 44 | 3 |
| Independiente Argentina | 1.ª                 |                     |              |              |              |              |              |              |    |   |
| Independiente Argentina | 1.ª                 | 2025                | 5            | 0            | 0            | 0            | 0            | 0            | 5  | 0 |
| Independiente Argentina | Total club          | Total club          | 5            | 0            | 0            | 0            | 0            | 0            | 5  | 0 |
| Total en su carrera | Total en su carrera | Total en su carrera | 44           | 3            | 35           | 3            | 11           | 0            | 90 | 6 |
| (1) Las copas nacionales se refiere a la Copa Argentina y la Copa de la Liga Profesional. (2) Las copas internacionales se refiere a la Copa Libertadores y la Copa Sudamericana. (3) Media de goles por encuentro. No incluye goles en partidos amistosos. |                     |                     |              |              |              |              |              |              |    |   |

## Palmarés

### Campeonatos internacionales
| Título              | Club               | Sede     | Año  |
| ------------------- | ------------------ | -------- | ---- |
| Copa Sudamericana   | Defensa y Justicia | Conmebol | 2020 |
| Recopa Sudamericana | Defensa y Justicia | Conmebol | 2021 |